# Gornji Barbeš
Gornji Barbeš (en serbe cyrillique : Горњи Барбеш) est un village de Serbie situé dans la municipalité de Gadžin Han, district de Nišava. Au recensement de 2011, il comptait 408 habitants.

## Démographie

### Évolution historique de la population
| 1948  | 1953  | 1961  | 1971 | 1981 | 1991 | 2002 | 2011 |
| ----- | ----- | ----- | ---- | ---- | ---- | ---- | ---- |
| 1 247 | 1 265 | 1 080 | 799  | 662  | 499  | 488  | 408  |

|  |